# Partido Socialdemócrata de Bielorrusia
El Partido Socialdemócrata de Bielorrusia (Asamblea del Pueblo) (PSB) (en bielorruso: Biełaruskaja Sacyjal-Demakratyčnaja Partyja (Narodnaja Hramada)) es un partido político de Bielorrusia, miembro de la Internacional Socialista, que está opuesto al gobierno de Alexander Lukashenko.
El partido fue ilegalizado en 2004 cuando supuestamente, el líder del partido, Mikalay Statkevich fue reelecto ilegalmente.
En las elecciones legislativas de 2004, el partido no pudo participar, y no obtuvo ningún escaño.